# Zemské volby v Čechách 1895
Zemské volby v Čechách 1895 byly volby konané v Českém království od 20. do 26. listopadu 1895, kterými byli zvoleni poslanci Českého zemského sněmu coby zákonodárného sboru zemské samosprávy v rámci rakousko-uherského, respektive předlitavského ústavního systému. Probíhaly podle kuriového systému.

## Dobové souvislosti
V roce 1895 dominovala české politice mladočeská strana, která na přelomu 80. a 90. let drtivým způsobem porazila dosavadní staročeské vedení, přičemž zlomovým bodem byla kampaň mladočechů proti punktacím roku 1890, tedy staročechy dojednanému pokusu o česko-německý smír v Čechách, jenž ale byl mladočechy kritizován jako přílišný ústupek německému etniku a jeho požadavkům na teritoriální a administrativní oddělení německých oblastí v rámci Čech. V zemských volbách roku 1889 i v celostátních volbách do Říšské rady roku 1891 triumfovali mladočeši. Kontroverze okolo punktací pokračovaly i v prvních letech 90. let a mladočeši blokovali i prostřednictvím násilných obstrukcí implementaci jednotlivých položek z punktační dohody.
S mladočeským posunem v české politice se rozpadlo i trvalejší vládní uspořádání, kdy staročeská politická reprezentace společně s polskými poslanci a německorakouskými konzervativci tvořila na Říšské radě takzvaný železný kruh pravice, díky kterému se po téměř 15 let v Předlitavsku vládla vláda Eduarda Taaffeho, byť vlastní příčinou jejího pádu roku 1893 byla kontroverze okolo Taaffeho návrhu volební reformy.  Vůči vídeňské vládě vystupovala mladočeská strana opozičně a radikálně, ovšem v průběhu let se v ní aktivizovalo realistické a umírněné křídlo, které vedl Josef Kaizl a které se začalo distancovat od radikálů. Výsledkem jejich aktivity pak byla takzvaná Nymburská rezoluce, kterou se mladočeská strana začala posouvat k pragmatické politice standardní liberálně orientované politické formace.
Krátce před zemskými volbami se v Předlitavsku ujala moci vláda Kazimíra Badeniho, která jevila zájem o získání mladočeské podpory.
V roce 1895 vypršelo funkční období předchozího zemského sněmu, jehož složení určily zemské volby roku 1889. Vyhláškou z 8. října 1895 vypsalo místodržitelství nové volby. V kurii venkovských obcí na 20. listopad, v kurii městské na 22. listopadu, v kurii obchodních a živnostenských komor na 25. a v kurii velkostatkářské na 26. listopadu.

## Výsledky voleb
Volební systém do Českého zemského sněmu odpovídal parametrům, které zde nastavila již únorová ústava roku 1861. Zvoleno bylo 236 poslanců a to ve čtyřech skupinách: kurie venkovských obcí, skupina měst, skupina obchodních a živnostenských komor a kurie velkostatkářská, ve všech s omezeným volebním právem (volební cenzus). Na sněmu pak tyto čtyři volební skupiny tvořily tři kurie  (poslanci zvolení za skupinu měst a skupinu obchodních a živnostenských komor zasedali v společné kurii měst). Kromě nich na sněmu zasedalo šest nevolených virilistů, kteří mandát nabývali z titulu své funkce.
Mladočeská strana potvrdila svou pozici nejsilnější české i celozemské politické strany, v sudetoněmeckém (českoněmeckém) táboře dominovala liberální strana, ale silné pozice si vydobyla i Německá lidová strana (nacionálové). V kurii velkostatků zcela převládli zástupci Strany konzervativního velkostatku, která podporovala české státoprávní aspirace, nebo alespoň uznávala historickou sounáležitost Čech.
Podle sociálního a profesního dělení byli etnicky čeští poslanci zemského sněmu zvolení v kuriích měst, venkovských obcí a živnostenských a obchodních komor. rozděleni následovně: 38 buržoazních a maloburžoazních vzdělanců (z toho 21 právníků, 5 lékařů a lékárníků, 3 vysokoškolští učitelé, 2 učitelé nižších škol, 3 vědci a novináři, 1 státní úředník a 3 samosprávní úředníci), 13 buržoazních podnikatelů (z toho 4 továrníci, 7 obchodníků a peněžníků a 2 inženýři), 7 příslušníků maloburžoazie (z toho 5 řemeslníků a živnostníků a 2 blíže neurčení mešťané), 38 příslušníků agrární buržoazie (z toho 36 rolníků či statkářů a 2 mlynáři) a 1 šlechtický velkostatkář.

### Tabulka výsledků
|                                |                                    |           |       |       |          |          |          |
| Strana                         | Strana                             | Hlasy     | Hlasy | Hlasy | Poslanci | Poslanci | Poslanci |
| Strana                         | Strana                             | Abs.      | %     | ±     | Abs.     | %        | ±        |
| České strany                   |                                    |           |       |       |          |          |          |
|                                | Národní strana svobodomyslná       | 31 864    | 36.5  |       | 90       | 37.2     | 51▲      |
|                                | Národní strana                     | 4 177     | 4.8   |       | 3        | 1.2      | 55▼      |
|                                | Nezávislý radikální kandidát       | 862       | 1.0   |       | 1        | 0.4      | 1▲       |
|                                | Agrárníci                          | 359       | 0.4   |       | 2        | 0.8      | 2▲       |
|                                | Samostatní a jiní kandidáti        | 1 890     | 2.2   |       | 1        | 0.4      | 4▲       |
| Češi celkem                    | Češi celkem                        | 39 152    | 44.9  |       | 97       | 40.1     | 0▬       |
| Německé strany                 |                                    |           |       |       |          |          |          |
|                                | Němečtí liberálové                 | 20 258    | 23.3  |       | 54       | 22.3     | 20▲      |
|                                | Německá národní strana             | 9 631     | 11.1  |       | 13       | 5.4      | 22▼      |
|                                | Křesťansko-sociální strana         | 1 606     | 1.8   |       | 2        | 0.8      | 2▲       |
|                                | Samostatní a jiní kandidáti        | 464       | 0.5   |       | 0        | –        | 0▬       |
| Němci celkem                   | Němci celkem                       | 31 959    | 36.7  |       | 69       | 28.5     | 0▬       |
| Národnostně nevyhraněné strany |                                    |           |       |       |          |          |          |
|                                | Sociální demokracie                | 939       | 1.1   |       | 0        | –        | 0▬       |
| Velkostatkářské strany         |                                    |           |       |       |          |          |          |
|                                | Strana konzervativního velkostatku | 11 707    | 13.4  |       | 70       | 28.9     | 0▬       |
|                                | Strana ústavověrného velkostatku   | 3 400     | 3.9   |       | 0        | –        | 0▬       |
| Velkostatkáři celkem           | Velkostatkáři celkem               | 15 107    | 17.3  |       | 70       | 28.9     | 0▬       |
| virilní poslanci               | virilní poslanci                   | –         | –     | –     | 6        | 2.5      | 0▬       |
| Neplatné hlasy                 | Neplatné hlasy                     |           |       | –     | –        | –        | –        |
| Celkem                         | Celkem                             | 87 157    | 100   | –     | 242      | 100      | –        |
| Registrovaní voliči/účast      | Registrovaní voliči/účast          | 446 020   | 19.5  | –     | –        |          | –        |
| Počet občanů/oprávněno volit   | Počet občanů/oprávněno volit       | 5 808 702 | 7.7   | –     | –        |          | –        |
| Zdroj:                         |                                    |           |       |       |          |          |          |

| \| Hlasy (strany) \| Hlasy (strany) \| Hlasy (strany) \| Hlasy (strany) \| Hlasy (strany) \| \| ----------------- \| ----------------- \| -------------- \| -------------- \| -------------- \| \| \| \| \| \| \| \| Mladočeši \| Mladočeši \| \| 36,5 % \| 36,5 % \| \| Něm. liberálové \| Něm. liberálové \| \| 23,3 % \| 23,3 % \| \| Konz. velkostatek \| Konz. velkostatek \| \| 13,4 % \| 13,4 % \| \| Něm. nacionálové \| Něm. nacionálové \| \| 11,1 % \| 11,1 % \| \| Staročeši \| Staročeši \| \| 4,8 % \| 4,8 % \| \| Úst. velkostatek \| Úst. velkostatek \| \| 3,9 % \| 3,9 % \| \| CS \| CS \| \| 1,8 % \| 1,8 % \| \| ČSSD \| ČSSD \| \| 1,1 % \| 1,1 % \| \| Radikálové \| Radikálové \| \| 1,0 % \| 1,0 % \| \| Čs. agrárníci \| Čs. agrárníci \| \| 0,4 % \| 0,4 % \| \| ostatní \| ostatní \| \| 2,7 % \| 2,7 % \| |                   |  |        |        |
| Hlasy (strany) |                   |  |        |        |
| |                   |  |        |        |
| Mladočeši | Mladočeši         |  | 36,5 % | 36,5 % |
| Něm. liberálové | Něm. liberálové   |  | 23,3 % | 23,3 % |
| Konz. velkostatek | Konz. velkostatek |  | 13,4 % | 13,4 % |
| Něm. nacionálové | Něm. nacionálové  |  | 11,1 % | 11,1 % |
| Staročeši | Staročeši         |  | 4,8 %  | 4,8 %  |
| Úst. velkostatek | Úst. velkostatek  |  | 3,9 %  | 3,9 %  |
| CS | CS                |  | 1,8 %  | 1,8 %  |
| ČSSD | ČSSD              |  | 1,1 %  | 1,1 %  |
| Radikálové | Radikálové        |  | 1,0 %  | 1,0 %  |
| Čs. agrárníci | Čs. agrárníci     |  | 0,4 %  | 0,4 %  |
| ostatní | ostatní           |  | 2,7 %  | 2,7 %  |

| \| Hlasy (národnosti) \| Hlasy (národnosti) \| Hlasy (národnosti) \| Hlasy (národnosti) \| Hlasy (národnosti) \| \| ------------------ \| ------------------ \| ------------------ \| ------------------ \| ------------------ \| \| \| \| \| \| \| \| Češi \| Češi \| \| 44,9 % \| 44,9 % \| \| Němci \| Němci \| \| 36,7 % \| 36,7 % \| \| Velkostatkáři \| Velkostatkáři \| \| 17,3 % \| 17,3 % \| \| ČSSD \| ČSSD \| \| 1,1 % \| 1,1 % \| |               |  |        |        |
| Hlasy (národnosti) |               |  |        |        |
| |               |  |        |        |
| Češi | Češi          |  | 44,9 % | 44,9 % |
| Němci | Němci         |  | 36,7 % | 36,7 % |
| Velkostatkáři | Velkostatkáři |  | 17,3 % | 17,3 % |
| ČSSD | ČSSD          |  | 1,1 %  | 1,1 %  |

| \| Mandáty (strany) \| Mandáty (strany) \| Mandáty (strany) \| Mandáty (strany) \| Mandáty (strany) \| \| ----------------- \| ----------------- \| ---------------- \| ---------------- \| ---------------- \| \| \| \| \| \| \| \| Mladočeši \| Mladočeši \| \| 37,2 % \| 37,2 % \| \| Konz. velkostatek \| Konz. velkostatek \| \| 28,9 % \| 28,9 % \| \| Něm. liberálové \| Něm. liberálové \| \| 22,3 % \| 22,3 % \| \| Něm. nacionálové \| Něm. nacionálové \| \| 5,4 % \| 5,4 % \| \| Staročeši \| Staročeši \| \| 1,2 % \| 1,2 % \| \| CS \| CS \| \| 0,8 % \| 0,8 % \| \| Čs. agrárníci \| Čs. agrárníci \| \| 0,8 % \| 0,8 % \| \| Radikálové \| Radikálové \| \| 0,4 % \| 0,4 % \| \| ostatní \| ostatní \| \| 0,4 % \| 0,4 % \| |                   |  |        |        |
| Mandáty (strany) |                   |  |        |        |
| |                   |  |        |        |
| Mladočeši | Mladočeši         |  | 37,2 % | 37,2 % |
| Konz. velkostatek | Konz. velkostatek |  | 28,9 % | 28,9 % |
| Něm. liberálové | Něm. liberálové   |  | 22,3 % | 22,3 % |
| Něm. nacionálové | Něm. nacionálové  |  | 5,4 %  | 5,4 %  |
| Staročeši | Staročeši         |  | 1,2 %  | 1,2 %  |
| CS | CS                |  | 0,8 %  | 0,8 %  |
| Čs. agrárníci | Čs. agrárníci     |  | 0,8 %  | 0,8 %  |
| Radikálové | Radikálové        |  | 0,4 %  | 0,4 %  |
| ostatní | ostatní           |  | 0,4 %  | 0,4 %  |

| \| Mandáty (národnosti) \| Mandáty (národnosti) \| Mandáty (národnosti) \| Mandáty (národnosti) \| Mandáty (národnosti) \| \| -------------------- \| -------------------- \| -------------------- \| -------------------- \| -------------------- \| \| \| \| \| \| \| \| Češi \| Češi \| \| 40,1 % \| 40,1 % \| \| Velkostatkáři \| Velkostatkáři \| \| 28,9 % \| 28,9 % \| \| Němci \| Němci \| \| 28,5 % \| 28,5 % \| |               |  |        |        |
| Mandáty (národnosti) |               |  |        |        |
| |               |  |        |        |
| Češi | Češi          |  | 40,1 % | 40,1 % |
| Velkostatkáři | Velkostatkáři |  | 28,9 % | 28,9 % |
| Němci | Němci         |  | 28,5 % | 28,5 % |

### Výsledky dle jednotlivých kurií

#### Celkový přehled
| Velkostatky     | N/A | 70  | N/A | N/A | N/A | N/A | N/A | 70  |
| Obchodní komory | 7   | N/A | 6   | 1   | 1   | N/A | N/A | 15  |
| Města           | 37  | N/A | 21  | 10  | 1   | 1   | 2   | 72  |
| Venkovské obce  | 46  | N/A | 27  | 2   | 1   | 1   | 2   | 79  |
| Čechy celkem    | 90  | 70  | 54  | 13  | 3   | 2   | 4   | 236 |
| Zdroj:          |     |     |     |     |     |     |     |     |

#### Kurie velkostatku
| Strana                   | Strana                             | Hlasy  | Hlasy | Mandáty | Mandáty |
| Strana                   | Strana                             | Počet  | %     | Počet   | ±       |
| ------------------------ | ---------------------------------- | ------ | ----- | ------- | ------- |
|                          | Strana konzervativního velkostatku | 11 707 | 77,5  | 70      | 0       |
|                          | Strana ústavověrného velkostatku   | 3 400  | 22,5  | 0       | 0       |
| Neplatné a prázdné hlasy | Neplatné a prázdné hlasy           | 4 323  | 22,2  | –       | –       |
| Celkem hlasů             | Celkem hlasů                       | 19 430 | 100   | 70      | –       |
| Zúčastnilo se voličů     | Zúčastnilo se voličů               | 376    | 100   | –       | –       |
| Voliči v seznamu/účast   | Voliči v seznamu/účast             | 440    | 85,5  | –       | –       |
| Zdroj:                   |                                    |        |       |         |         |

#### Kurie obchodních a živnostenských komor
| Strana                 | Strana                       | Hlasy | Hlasy | Mandáty | Mandáty |
| Strana                 | Strana                       | Počet | %     | Počet   | ±       |
| ---------------------- | ---------------------------- | ----- | ----- | ------- | ------- |
| České strany           |                              |       |       |         |         |
|                        | Národní strana svobodomyslná | 132   | 36,4  | 7       |         |
|                        | Národní strana               | 19    | 5,2   | 1       |         |
| Češi celkem            | Češi celkem                  | 151   | 41,6  | 8       | '       |
| Německé strany         |                              |       |       |         |         |
|                        | Německá pokroková strana     | 144   | 39,7  | 6       |         |
|                        | Samostatní kandidáti         | 45    | 12,4  | 0       |         |
|                        | Německá lidová strana        | 15    | 4,1   | 1       |         |
| Němci celkem           | Němci celkem                 | 204   | 56,2  | 7       | '       |
|                        | Roztříštěné hlasy            | 8     | 2,2   | 0       | 0       |
| Neplatné hlasy         | Neplatné hlasy               | 11    | 2,9   | –       | –       |
| Celkem hlasů           | Celkem hlasů                 | 374   | 100   | 15      | –       |
| Zúčastnilo se voličů   | Zúčastnilo se voličů         | 129   | 100   | –       | –       |
| Voliči v seznamu/účast | Voliči v seznamu/účast       | 188   | 68,6  | –       | –       |
| Zdroj:                 |                              |       |       |         |         |

#### Kurie měst a průmyslových míst
| Strana                         | Strana                       | Hlasy   | Hlasy | Mandáty | Mandáty |
| Strana                         | Strana                       | Počet   | %     | Počet   | ±       |
| ------------------------------ | ---------------------------- | ------- | ----- | ------- | ------- |
| České strany                   |                              |         |       |         |         |
|                                | Národní strana svobodomyslná | 25 408  | 42,3  | 37      |         |
|                                | Národní strana               | 3 689   | 6,1   | 1       |         |
|                                | samostatní kandidáti         | 1 585   | 2,6   | 1       |         |
|                                | radikální kandidáti          | 857     | 1,4   | 1       |         |
| Češi celkem                    | Češi celkem                  | 31 559  | 52,5  | 40      | '       |
| Německé strany                 |                              |         |       |         |         |
|                                | Německá pokroková strana     | 16 886  | 28,1  | 21      |         |
|                                | Německá lidová strana        | 9 039   | 15,0  | 10      |         |
|                                | Křesťansko-sociální strana   | 1 372   | 2,3   | 1       |         |
|                                | samostatní kandidáti         | 317     | 0,5   | 0       |         |
| Němci celkem                   | Němci celkem                 | 27 614  | 45,9  | 32      | '       |
| Národnostně nevyhraněné strany |                              |         |       |         |         |
|                                | Sociální demokracie          | 965     | 1,6   | 0       |         |
| Neplatné hlasy                 | Neplatné hlasy               | 1 065   | 1,7   | –       | –       |
| Celkem hlasů                   | Celkem hlasů                 | 61 173  | 100   | 72      | –       |
| Zúčastnilo se voličů           | Zúčastnilo se voličů         | 55 143  | 100   | –       | –       |
| Voliči v seznamu/účast         | Voliči v seznamu/účast       | 114 621 | 48,1  | –       | –       |
| Zdroj:                         |                              |         |       |         |         |

#### Kurie venkovských obcí
| Strana                         | Strana                       | Hlasy   | Hlasy | Mandáty | Mandáty |
| Strana                         | Strana                       | Počet   | %     | Počet   | ±       |
| ------------------------------ | ---------------------------- | ------- | ----- | ------- | ------- |
| České strany                   |                              |         |       |         |         |
|                                | Národní strana svobodomyslná | 6 304   | 54,4  | 46      |         |
|                                | Národní strana               | 469     | 4,1   | 1       |         |
|                                | Agrárníci                    | 359     | 3,1   | 2       |         |
|                                | samostatní kandidáti         | 300     | 2,6   | 0       |         |
|                                | radikální kandidáti          | 5       | 0,1   | 0       |         |
| Češi celkem                    | Češi celkem                  | 7 437   | 64,2  | 49      | '       |
| Německé strany                 |                              |         |       |         |         |
|                                | Německá pokroková strana     | 3 228   | 27,9  | 27      |         |
|                                | Německá lidová strana        | 577     | 5,0   | 2       |         |
|                                | Křesťansko-sociální strana   | 234     | 2,0   | 1       |         |
|                                | samostatní kandidáti         | 99      | 0,9   | 0       |         |
| Němci celkem                   | Němci celkem                 | 4 138   | 35,7  | 30      | '       |
| Národnostně nevyhraněné strany |                              |         |       |         |         |
|                                | Sociální demokracie          | 4       | 0,0   | 0       |         |
| Neplatné hlasy                 | Neplatné hlasy               | 278     | 2,3   | –       | –       |
| Celkem volitelů                | Celkem volitelů              | 11 857  | 100   | 79      | –       |
| Zúčastnilo se voličů           | Zúčastnilo se voličů         | 101 120 | 100   | –       | –       |
| Voliči v seznamu/účast         | Voliči v seznamu/účast       | 331 399 | 30,5  | –       | –       |
| Zdroj:                         |                              |         |       |         |         |

#### Výsledky v král. hlavním městě Praze
| Strana                         | Strana                       | Hlasy   | Hlasy | Mandáty | Mandáty |
| Strana                         | Strana                       | Počet   | %     | Počet   | ±       |
| ------------------------------ | ---------------------------- | ------- | ----- | ------- | ------- |
| České strany                   |                              |         |       |         |         |
|                                | Národní strana svobodomyslná | 7 105   | 81,3  | 10      | +8      |
|                                | Národní strana               | 1 127   | 12,9  | 0       | -7      |
|                                | Katoličtí kandidáti          | 246     | 2,8   | 0       | 0       |
|                                | Samostatní kandidáti         | 123     | 1,4   | 0       | -1      |
|                                | Radikální kandidáti          | 7       | 0,1   | 0       | 0       |
| Češi celkem                    | Češi celkem                  | 8 608   | 98,4  | 10      | 0       |
| Německé strany                 |                              |         |       |         |         |
|                                | Křesťansko-sociální strana   | 6       | 0,1   | 0       | 0       |
|                                | Německá národní strana       | 4       | 0,0   | 0       | 0       |
|                                | Němečtí liberálové           | 3       | 0,0   | 0       | 0       |
|                                | Samostatní kandidáti         | 1       | 0,0   | 0       | 0       |
| Němci celkem                   | Němci celkem                 | 14      | 0,2   | 0       | 0       |
| Národnostně nevyhraněné strany |                              |         |       |         |         |
|                                | Sociální demokracie          | 122     | 1,4   | 0       | 0       |
| Neplatné a prázdné hlasy       | Neplatné a prázdné hlasy     | 74      | 0,8   | –       | –       |
| Celkem                         | Celkem                       | 8 818   | 100   | 10      | –       |
| Zúčastnilo se voličů           | Zúčastnilo se voličů         | 4 520   | 100   | –       | –       |
| Voliči v seznamu/účast         | Voliči v seznamu/účast       | 10 258  | 44,1  | –       | –       |
| Počet občanů/oprávněno volit   | Počet občanů/oprávněno volit | 175 751 | 5,8   | –       | –       |
| Zdroj:                         |                              |         |       |         |         |

## Dopady voleb
Volby potvrdily dominanci mladočechů na české politické scéně (staročeši dokonce oficiálně nekandidovali, jejich tři mandáty získali fakticky nezávislí, samostatně kandidující politici), ale předznamenaly další rozrůzňování politického spektra. Během následujících let se postupně jako samostatné politické subjekty etablovali agrárníci, národní sociálové a na celostátní úrovni i sociální demokraté (na zemském sněmu sociální demokraty vylučoval kuriální volební systém). 
Vláda Kazimíra Badeniho po výsledku voleb zesílila svůj zájem o mladočeskou podporu. Josef Kaizl pak postupně stranu skutečně v několika etapách, od tiché podpory a tolerance až k přímé koaliční podpoře převedl do provládního tábora. Mladočeský vliv na Badeniho kabinet se roku 1897 odrazil v Badeniho jazykových nařízeních, která výrazně zvyšovala oficiální status češtiny, ale která nebyla pro německou opozici uvedena v platnost a vedla k pádu Badeniho vlády. V následujících letech se pak mladočeši dále pokoušeli o provládní politiku, Kaizl se dokonce stal ministrem financí, ale po demisi roku 1899 mladočeši zaujali opět opoziční stanovisko a periodicky se vraceli k ostré obstrukční politice. Na zemském sněmu se vyostřovala česko-německá polarizace. Zemský sněm byl posléze nově sestaven v zemských volbách roku 1901.